# Morgan Tsvangirai
Morgan Tsvangirai, pronunciado Changarai (10 de marzo de 1952-14 de febrero de 2018), fue un político zimbabuense, primer ministro de su país desde 2009 hasta 2013.

## Biografía
Morgan Tsvangirai fue Sindicalista, activista pro-derechos humanos y líder del Movimiento por el Cambio Democrático, el principal partido opositor de Zimbabue. Fue derrotado por el presidente Robert Mugabe en la controvertida elección presidencial de 2002. Más tarde impugnó la primera vuelta de las elecciones presidenciales de 2008, colocándose primero, por delante de Mugabe, pero sin una mayoría, según resultados oficiales. Tsvangirai declaró haber obtenido la mayoría en esa primera vuelta. Los resultados oficiales no fueron hechos públicos hasta meses más tarde, lo que dio lugar a acusaciones engaño y alteración de resultados. No obstante, Tsvangirai se presentó inicialmente a la segunda vuelta contra Mugabe, pero pocos días antes de los nuevos comicios se retiró argumentando que las elecciones no serían libres y justas debido a la violencia generalizada y la intimidación por partidarios del gobierno de Mugabe. Tsvangirai se refugió en la embajada holandesa.
Tras intensas negociaciones con Mugabe, y bajo presiones internacionales, Tsvangirai fue nombrado primer ministro de Zimbabue el 11 de febrero de 2009 hasta 2013; siendo así la primera persona en juramentar para tal cargo más de veinte años después de ser abolido.

### Accidente de tráfico
El 6 de marzo de 2009, Tsvangirai resultó herido mientras que su mujer, Susan Tsvangirai, fallecía en un accidente de coche cerca de Harare; el conductor del camión con el cual el coche de Tsvangirai había chocado supuestamente se había dormido al volante, y el MDC afirmaba que no había ninguna prueba determinante de juego sucio en el hecho. Según informes de noticias, Tsvangirai fue hospitalizado con heridas leves en la cabeza y cuello. Al día siguiente, sin embargo, los miembros de MDC revelaban que Tsvangirai creía que el conductor del camión había colisionado "deliberadamente" con su automóvil, y Tom McDonald, el antiguo embajador de Estados Unidos en Zimbabue, sugería que Robert Mugabe era el responsable, recordando los casos del Ministro de Defensa Moven Mahachi en 2001, el ministro de trabajo Border Gezi en 1999 y Elliot Manyika exgobernador regional en 2008 todos ellos críticos con el gobierno de Robert Mugabe y que habían muerto en circunstancias poco claras en "accidentes" de tráfico.  El MDC afirma que encargará su propia investigación privada acerca del suceso.
El camión sería propiedad de USAID y el chofer un empleado de la misma, según confirma la embajada estadounidense en Zimbabue.

### Fallecimiento
Tsvangirai falleció el 14 de febrero de 2018 a los 65 años edad después de sufrir cáncer de colon que padecía desde hace unos años.